# İsmet Akpınar
İsmet Akpınar, né le 22 mai 1995, à Hambourg, en Allemagne, est un joueur allemand de basket-ball. Il évolue au poste de meneur.

## Carrière
En juin 2021, Akpınar s'engage avec le Fenerbahçe Istanbul pour une saison avec une saison additionnelle en option.

## Palmarès
- Coupe d'Allemagne 2014, 2016
- Champion de Turquie 2022